# Platoon (jeu vidéo, 2002)
Platoon est la seconde adaptation en jeu vidéo du film Platoon. Elle est sortie en 2002 sur PC. Il s'agit un jeu de tactique en temps réel. Dans cet opus, le joueur se retrouve dans la peau d'un jeune américain qui embarque dans la guerre du Viêt Nam. le but est de lutter contre les Vietcongs avec les unités à disposition. Le jeu propose diverse unité d'hommes ou de véhicules pour accomplir les missions. Le soft offre un mode multijoueur en réseau local ou sur internet.

## Accueil
| Platoon               |      |       |
| Média                 | Pays | Notes |
| Computer Gaming World | US   | 1/5   |
| Gamekult              | FR   | 5/10  |
| GameSpot              | US   | 67 %  |
| Jeux vidéo Magazine   | FR   | 12/20 |
| Jeuxvideo.com         | FR   | 12/20 |
| Joystick              | FR   | 7/10  |
| PC Gamer UK           | GB   | 57 %  |
| PC Gamer US           | US   | 30 %  |